# 距 (植物)

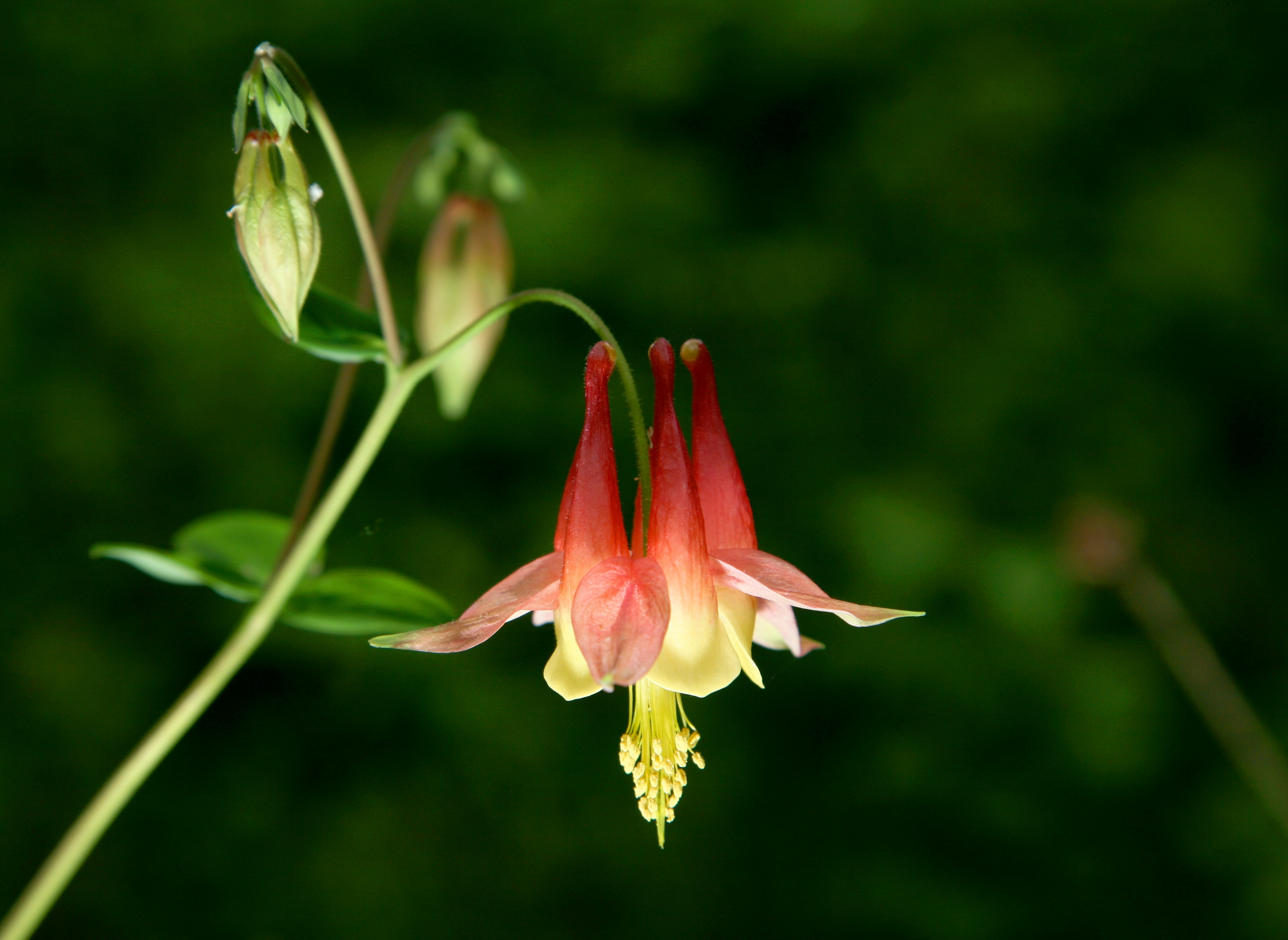
美丽耧斗菜花瓣上的蜜距

距是某些植物的花被（如风兰属的距，堇菜属的瓣距，凤仙花属的萼距，翠雀属的萼距和瓣距）或被丝托（如旱金莲属的距）上形成的管状或囊状突起。大多数距内部有蜜腺，称为蜜距。亦有无蜜腺的距，如翠雀属植物的萼距。